# Erimo
Erimo (japanska: えりも町?, Erimo-chō) är en landskommun (köping) i Hokkaido prefektur i Japan. 